# 台湾赤杨叶
台湾赤杨叶（学名：Alniphyllum pterospermum），又名圆招树、假赤杨、有圆树、有打、翼子赤杨叶、长叶拟赤杨，为安息香科赤杨叶属下的一个种。

## 扩展阅读
- 維基物種上的相關：台湾赤杨叶